# Nucleosíntesi de les supernoves

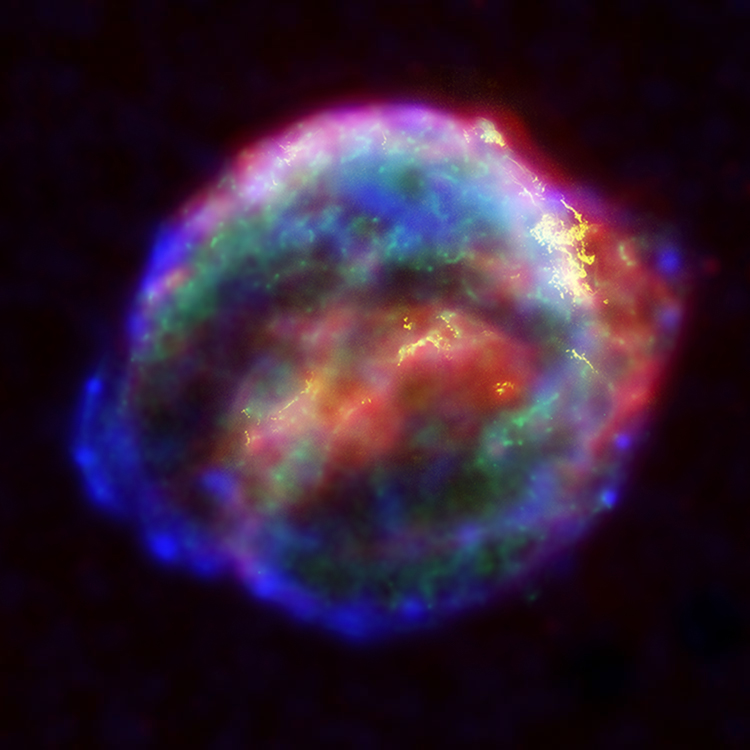
Imatge composta de la supernova Kepler amb imatges del telescopi espacial Spitzer, el telescopi espacial Hubble i l'observatori de raigs X Chandra

La nucleosíntesi de les supernoves fa referència a la producció de nous elements químics dins de les supernoves. Passa principalment a causa de la nucleosíntesi explosiva durant la combustió d'oxigen explosiu i la combustió del silici. Aquestes reaccions de fusió creen els elements silici, sofre, clor, argó, potassi, calci, escandi, titani, vanadi, crom, manganès, ferro, cobalt i níquel. Com a resultat de la seva expulsió des de supernoves individuals, les seves abundàncies creixen incrementalment en el medi interestel·lar. Els elements pesants (més pesants que el níquel) són creats principalment per un procés de captura de neutrons conegut com a procés-R. No obstant això, hi ha altres processos que es pensa que són responsables d'algunes nucleosíntesis d'elements, principalment un procés de captura de protons conegut com el procés rp i un procés de fotodisgregació conegut com el procés P. Al final, se sintetitzen els isòtops més lleugers (pobres en neutrons) dels elements pesants.

## Fusió d'elements

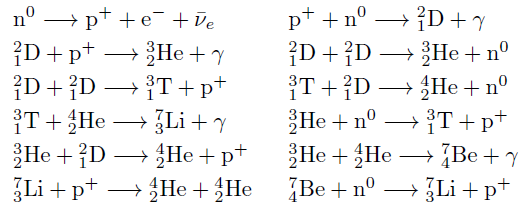
Reaccions nuclears principals responsables de l'abundància relativa dels nuclis atòmics lleugers observats a l'univers

La producció dels elements des del ferro fins a l'urani ocorren en segons en una explosió de supernova. A causa de les grans quantitats d'energia alliberades en una explosió de supernova, s'assoleixen temperatures molt més grans que en les estrelles. Aquestes temperatures més altes permeten un ambient per a la formació d'elements transuranis. En els processos de fusió nuclear en la nucleosíntesi estel·lar, el pes màxim per a la fusió d'un element és el del ferro, i arriba a un isòtop amb una massa atòmica de 56. La fusió dels elements entre el silici i el ferro succeeix només en les estrelles més grans, que acaben en una explosió de supernova. Un procés de captura electrònica conegut com a procés S, que també es produeix durant la nuclesíntesi estel·lar, pot crear elements fins al bismut amb una massa atòmica d'aproximadament 209. Això no obstant, el procés S es produeix principalment en estrelles de massa baixa que evolucionen més a poc a poc.

## Supernova
Una supernova és una explosió massiva d'una estrella que ocorre en dos escenaris principals. El primer és que una nana blanca és sotmesa a una explosió de base nuclear després d'arribar al límit de Chandrasekhar d'absorció de massa d'estrelles properes, normalment gegants vermelles. El segon, i més comú, quan una estrella massiva, produeix níquel-56 en el seu procés de fusió nuclear (o combustió). Aquest isòtop es desintegra radioactivament en ferro-56, el qual té l'energia d'enllaç més alta de tots els isòtops, i és el darrer element que es pot produir per fusió nuclear, exotèrmicament. Totes les reaccions de fusió nuclear des d'aquest punt endavant són endotèrmiques i, per tant, l'estrella perd energia. La gravetat estel·lar llavors empeny les seves capes exteriors ràpidament cap a endins. L'estrella es col·lapsa ràpidament, i llavors explota.

## El procés-R
Durant la nucleosíntesi de supernoves, el procés-R (R de ràpid) crea isòtops pesants molt rics en neutrons, que es descomponen després de l'esdeveniment a la primera isòbara estable, creant d'aquesta manera els isòtops estables rics en neutrons de tots els elements pesants. Aquest procés de captura de neutrons ocorre a altes densitats de neutrons amb condicions de grans temperatures. En el procés-R, els nuclis pesants són bombardejats amb un gran flux de neutrons per formar nuclis rics en neutrons altament inestables que ràpidament experimenten la desintegració beta, per formar nuclis més estables amb un nombre atòmic major i la mateixa massa atòmica. El flux de neutrons és increïblement alt, uns 10 22  neutrons per centímetre quadrat per segon. Els primers càlculs d'un procés-R mostren l'evolució dels resultats calculats pel que fa al temps; també suggereixen que en el procés-R les abundàncies són una superposició de diferents fluxos de neutrons. Les petites afluències produeixen el primer pic d'abundàncies del procés-R prop del pes atòmic A = 130, però no actínids, mentre que les grans afluències produeixen els actínids urani i tori, però no conté el bec d'abundància de A = 130. Aquests processos ocorren en una fracció entre un segon i uns quants segons, depenent de detalls. Centenars d'articles relacionats publicats han utilitzat aquesta aproximació depenent del temps. De manera interessant, l'única supernova moderna propera, la 1987A, no ha revelat enriquiments del procés-R. La idea moderna és que el procés-R pot ser llançat des d'algunes supernoves, però engolit en unes altres com a part de l'estrella de neutrons residual o d'un forat negre.